# 神経節膠細胞
神経膠細胞（しんけいこうさいぼう、英:ganglional gliocyte）とは脊髄神経節および自律神経系神経節の神経細胞体を取り囲む細胞。外套細胞、衛星細胞とも呼ばれる。細胞質はやや塩基性であり、核周囲に細胞小器官が局在する。老齢動物ではリポフスチンが認められる。神経節膠細胞は神経細胞体への栄養供給および神経細胞体の保護の機能を有する。